# Кукча Актепа
Кукча́ Актепа́ (узб. Koʻkcha Oqtepasi) — городище в Ташкенте, археологический памятник VI—XI вв. 

## Расположение
Городище находилось в юго-западной части Ташкента на берегу канала Кукча.

## Характеристика
Кукча Актепа представляла собой руины поселения с цитаделью VI—XI вв. Высота цитадели составляла около 5 метров. Были найдены остатки здания, построенного из сырцового кирпича и пахсы, разные виды керамики и глиняный оссуарий VI-VIII веков. Городище было обитаемо до X—XI веков. В настоящее время полностью срыто.

## История открытия и изучения
Археологический памятник был отмечен Н. Г. Маллицким в 1927 году. Обследование городища было произведено в 1968 году Ташкентской археологической экспедицией.